# 스티브 릴리와이트
스티븐 릴리와이트(Steve Lillywhite, 1955년 3월 15일 ~ )는 영국의 음악 프로듀서다. 1977년 활동을 시작한 이래로 릴리와이트는 500개 이상의 레코드로 인정받았으며, U2, 롤링 스톤스, XTC, 데이브 매슈스 밴드, 스틸 펄스, 피터 가브리엘, 토킹 헤즈, 모리세이, 더 킬러스, 커스티 맥콜, 더 포그스, 데이비드 번, 빅 컨트리, 블루 옥토버, 수지 앤 더 밴시스, 심플 마인즈 등 다양한 뮤지션들과 협연했다.